# Boka (biljni rod)
Boka (lat. Misopates), biljni rod iz porodice trpučevki raširen po Starom svijetu, po Sredozemlju, Maloj Aziji, Indiji, Etiopiji, Malaviju.
Na popisu je 8 vrsta, jedna u Hrvatskoj, poljska boka (Misopates orontium).

## Vrste
1. Misopates calycinum (Lange) Rothm.
2. Misopates chrysothales (Font Quer) Rothm., endem iz Maroka
3. Misopates fontqueri (Emb.) Ibn Tattou; endem iz Maroka
4. Misopates marraicum D.A.Sutton; endem iz Sudana
5. Misopates microcarpum (Pomel) D.A.Sutton
6. Misopates oranense (Faure) D.A.Sutton
7. Misopates orontium (L.) Raf.; najrasprostranjenija
8. Misopates salvagense D.A.Sutton